# Mettäjärvet
Mettäjärvet är en sjö i Gällivare kommun i Lappland och ingår i Kalixälvens huvudavrinningsområde. Sjön har en area på 0,13 kvadratkilometer och ligger 272 meter över havet. Mettäjärvet ligger i Torne och Kalix älvsystem Natura 2000-område.

## Delavrinningsområde
Mettäjärvet ingår i det delavrinningsområde (745685-174844) som SMHI kallar för Mynnar i 745636-175279. Medelhöjden är 294 meter över havet och ytan är 2,46 kvadratkilometer. Det finns inga avrinningsområden uppströms utan avrinningsområdet är högsta punkten. Vattendraget som avvattnar avrinningsområdet har biflödesordning 6, vilket innebär att vattnet flödar genom totalt 6 vattendrag innan det når havet efter 190 kilometer. Avrinningsområdet består mestadels av skog (69 procent) och sankmarker (20 procent). Avrinningsområdet har 0,21 kvadratkilometer vattenytor vilket ger det en sjöprocent på 8,5 procent.